# Japan Cup
La Japan Cup és una cursa ciclista que es disputa anualment al Japó a la darreria de la temporada ciclista. La seva primera edició tingué lloc el 1992 i des de llavors s'ha disputat ininterrumpudament, sent el primer vencedor Hendrik Redant. Claudio Chiappucci i Sergio Barbero, amb tres victòries cadascun, lideren el palmarès. El 1996 la cursa formà part del programa de la Copa del Món de ciclisme.
Michael Rogers, vencedor inicial de l'edició de 2013, va ser desqualificat per l'UCI.

## Palmarès
| Any  | Vencedor                   | Segon                     | Tercer                        |         |
| ---- | -------------------------- | ------------------------- | ----------------------------- | ------- |
| 1992 | Hendrik Redant             | Bart Bowen                | Laurent Madouas               |         |
| 1993 | Claudio Chiappucci         | Beat Zberg                | Dmitri Neliubin               |         |
| 1994 | Claudio Chiappucci         | Erich Maechler            | Stefano Checchin              |         |
| 1995 | Claudio Chiappucci         | Stefano Zanini            | Mauro Gianetti                |         |
| 1996 | Mauro Gianetti             | Pascal Hervé              | Andrea Peron                  |         |
| 1997 | Yoshiyuki Abe              | Andrea Tafi               | Mauro Gianetti                |         |
| 1998 | Fabien De Waele            | Daniele Nardello          | José Luis Rubiera Vigil       |         |
| 1999 | Sergio Barbero             | Mirko Celestino           | Sébastien Demarbaix           |         |
| 2000 | Massimo Codol              | Gabriele Missaglia        | Marco Serpellini              |         |
| 2001 | Gilberto Simoni            | Cadel Evans               | Christophe Brandt             |         |
| 2002 | Sergio Barbero             | Igor Astarloa Askasibar   | Fabio Sacchi                  |         |
| 2003 | Sergio Barbero             | Patrik Sinkewitz          | Guido Trentin                 |         |
| 2004 | Patrik Sinkewitz           | Damiano Cunego            | Manuel Quinziato              |         |
| 2005 | Damiano Cunego             | Francisco Mancebo Pérez   | Cristian Moreni               |         |
| 2006 | Riccardo Riccò             | Ruggero Marzoli           | Vladímir Gússev               |         |
| 2007 | Manuele Mori               | Fabian Wegmann            | Francesco Gavazzi             |         |
| 2008 | Damiano Cunego             | Giovanni Visconti         | Ivan Basso                    |         |
| 2009 | Chris Anker Sørensen       | Daniel Moreno Fernández   | Ivan Santaromita              |         |
| 2010 | Daniel Martin              | Peter McDonald            | Yusuke Hatanaka               |         |
| 2011 | Nathan Haas                | Taiji Nishitani           | Junya Sano                    |         |
| 2012 | Ivan Basso                 | Daniel Martin             | Rafał Majka                   |         |
| 2013 | Jack Bauer                 | Damiano Cunego            | Julián David Arredondo Moreno |         |
| 2014 | Nathan Haas                | Edvald Boasson Hagen      | Grega Bole                    |         |
| 2015 | Bauke Mollema              | Diego Ulissi              | Yukiya Arashiro               |         |
| 2016 | Davide Villella            | Christopher Juul-Jensen   | Robert Power                  |         |
| 2017 | Marco Canola               | Benjamí Prades i Reverter | Takeaki Amezawa               |         |
| 2018 | Robert Power               | Antwan Tolhoek            | Matti Breschel                |         |
| 2019 | Bauke Mollema              | Michael Woods             | Dion Smith                    |         |
| 2021 | suspesa                    | suspesa                   | suspesa                       | suspesa |
| 2022 | Neilson Powless            | Andrea Piccolo            | Benjamin Dyball               |         |
| 2023 | Rui Alberto Faria da Costa | Felix Engelhardt          | Guillaume Martin              |         |
| 2024 | Neilson Powless            | Ilan Van Wilder           | Matej Mohorič                 |         |